# Carlos Hernández (periodista)
Carlos Hernández de Miguel (Madrid, 1969) es un periodista español experto en comunicación empresarial y política. Ha recibidos varios premios por su labor periodística y ha publicado varios libros relacionados con los represaliados de la dictadura franquista.

## Trayectoria
Licenciado en Ciencias de la Información por la Universidad Complutense de Madrid (UCM), Hernández comenzó su carrera profesional en Antena 3 Televisión en 1990 como cronista parlamentario en el Congreso de los Diputados. Nueve años después, en 1999, pasó a ser subjefe de la sección internacional y trabajó como corresponsal de guerra cubriendo diversos conflictos: Kosovo, Palestina, Afganistán o Irak.
Estando en Bagdad junto a otros miembros de la prensa internacional, el camarógrafo y reportero español José Couso murió a causa del ataque del ejército estadounidense al Hotel Palestine en el que se encontraba alojado. Desde ese momento, junto a otros periodistas como Olga Rodríguez, Hernández se implicó en la lucha de la familia Couso por conseguir justicia para José y que se persiguiera a los responsables de su muerte.
En 2003, al poco tiempo de regresar de Irak, Hernández fue despedido junto a otros 215 periodistas en aplicación del expediente de regulación de empleo (ERE) presentado por Antena 3. Al año siguiente, en 2004, dejó su puesto de jefe de información política del semanario La Clave para convertirse en el jefe de prensa del Partido Socialista Obrero Español (PSOE), sustituyendo a Julián Lacalle al ocupar la Secretaría de Estado de Comunicación. Se mantuvo en este cargo hasta julio de 2008, durante el primer gobierno de José Luis Rodríguez Zapatero. Unos años después, en 2011, volvió al PSOE como director de comunicación de cara a las elecciones autonómicas y locales del 22 de mayo.
Hernández colabora habitualmente con diversas publicaciones y medios digitales como la revista Viajar y eldiario.es.

### Memoria Histórica
En 2015, coincidiendo con los 70 años de la liberación de los campos de concentración nazis y 75 años de la llegada de los primeros prisioneros españoles al Campo de concentración de Mauthausen-Gusen, Hernández publicó su primer libro, Los últimos españoles de Mauthausen. En la obra, recoge el testimonio de un centenar de prisioneros españoles y homenajea a los más de nueve mil españoles (de los que hay constancia documental) que estuvieron en los campos nazis y señala la responsabilidad de la dictadura de Francisco Franco en la deportación y muerte de más de la mitad de ellos. Su vínculo con esta historia es a través de su tío Antonio Hernández Marín, que fue deportado. Acompañando al libro, Hernández también fue coautor, junto al ilustrador Ioannes Ensis, del cómic Deportado 4443, y dirigió el documental Los últimos andaluces de Mauthausen.
En 2019, publicó Los campos de concentración de Franco con una gran repercusión mediática por el desconocimiento popular de los alarmantes datos que destapa el informe sobre la existencia y funcionamiento de estos campos de concentración franquistas. En la investigación, Hernández documenta la historia de casi 300 recintos fascistas que llegaron a reunir a medio millón de prisioneros al final de la guerra civil española.
En mayo de 2020, coincidiendo con el 75 aniversario de la liberación del Campo de concentración de Mauthausen-Gusen y cinco años después de la publicación de su primer libro, Hernández publicó el documental Los últimos españoles de Mauthausen y del resto de campos nazis. En la obra, donde se visibiliza a los 9300 españoles deportados a los campos de concentración (de los que 5500 fueron exterminados), se recogen 18 testimonios de supervivientes que ponen de manifiesto la colaboración de Francisco Franco con el genocidio nazi.

## Reconocimientos
En 2004, fue galardonado con el premio Víctor de la Serna que concede anualmente la Asociación de la Prensa de Madrid (APM) al mejor periodista. También consiguió el premio Ortega y Gasset del periódico El País, que ese año entregó con carácter excepcional a los periodistas españoles destacados en la guerra de Irak por su labor informativa.

## Obra
- 2015 – Los últimos españoles de Mauthausen: La historia de nuestros deportados, sus verdugos y sus cómplices. Ediciones B. ISBN 9788466655880.
- 2015 – Los últimos andaluces de Mauthausen. Documental.[27]
- 2017 – Deportado 4443. Ediciones B. ISBN 9788466661614.
- 2019 – Los campos de concentración de Franco: Sometimiento, torturas y muerte tras las alambradas. Ediciones B. ISBN 9788466665452.
- 2020 – Los últimos españoles de Mauthausen y del resto de campos nazis. Documental.[28]
- 2024 – ¡Créeme!: No es una novela. Es vuestro futuro.